# Michele Ferrara
Michele Ferrara (Melfi, 9 giugno 1910 – Bardia, 2 gennaio 1941) è stato un militare italiano, insignito della medaglia d'oro al valor militare alla memoria nel corso della seconda guerra mondiale.

## Biografia
Nacque a Melfi, provincia di Potenza, il 9 giugno 1910, figlio di Cleto Ettore e Elvira Spirito.
Laureatosi in medicina e chirurgia presso l'Università di Napoli, all'età di ventitre anni, nel 1936 fu nominato sottotenente di complemento nel Corpo Sanitario Militare ed inviato a prestare servizio nell'ospedale militare di Roma, venendo posto in congedo nel dicembre dello stesso anno. Dopo un breve periodo di servizio presso la Direzione della Sanità Pubblica, conseguì la nomina ad assistente presso gli Ospedali Riuniti di Roma specializzandosi in tisiologia. Numerose furono le sue ricerche sul campo delle malattie polmonari. Richiamato in servizio attivo alla vigilia dell'entrata in guerra del Regno d'Italia, si imbarcò per l'Africa Settentrionale Italiana il 5 giugno 1940. Destinato in servizio al XXXIII settore di copertura del 1º Reggimento fanteria guardia alla frontiera, chiese insistentemente di essere assegnato ad un reparto di prima linea e nell'agosto successivo fu trasferito all'ospedale da campo 455 dislocato a Bardia. Cadde in combattimento il 2 gennaio 1941, e fu successivamente insignito della medaglia d'oro al valor militare alla memoria.

### Fonti
1. ↑  Gruppo Medaglie d'Oro al Valore Militare 1965, p. 518.
2. 1 2 3 4 5  Combattenti Liberazione.
3. 1 2 3  Vulture News.
4. ↑   Ferrara, Michele, su quirinale.it, Presidenza della Repubblica Italiana. URL consultato il 19 luglio 2020.
5. ↑  Registrato alla Corte dei conti il 4 maggio 1943,  registro 15 guerra, foglio 155.